# Husavik
Husavik är en ort och färjehamn på Huftarøy i Austevolls kommun. Husavik är förbundet med Sandvikvåg i Fitjars kommun med färjelinjen Husavik-Sandvikvåg. Orten har också bussförbindelse med övriga Austevolls kommun.
Husavik omnämns i skrift första gången 1563.